# 3-Dehidrohinatna sintaza
3-dehidrohinatna sintaza (EC 4.2.3.4, 5-dehidrohinat sintaza, 5-dehidrohinatno kiselinska sintetaza, dehidrohinatna sintaza, 3-dehidrohinatna sintetaza, 3-dezoksi-arabino-heptulozonat-7-fosfat fosfat-lijaza (ciklizacija), 3-dezoksi-arabino-heptulonat-7-fosfat fosfat-lijaza (ciklizacija), 3-dezoksi-arabino-heptulonat-7-fosfat fosfat-lijaza (ciklizacija, formira 3-dehidrohinat)) je enzim sa sistematskim imenom 3-dezoksi--arabino-hept-2-ulosonat-7-fosfat fosfat-lijaza (ciklizacija, formira 3-dehidrohinat). Ovaj enzim katalizuje sledeću hemijsku reakciju
3-dezoksi--arabino-hept-2-ulosonat 7-fosfat {\displaystyle \rightleftharpoons } 3-dehidrohinat + fosfat
Za dejstvo ovog enzima je neophodan jon Co2+ i vezani NAD+.

## Literatura
- Nicholas C. Price; Lewis Stevens (1999). Fundamentals of Enzymology: The Cell and Molecular Biology of Catalytic Proteins (Third изд.). USA: Oxford University Press. ISBN 019850229X.
- Eric J. Toone (2006). Advances in Enzymology and Related Areas of Molecular Biology, Protein Evolution (Volume 75 изд.). Wiley-Interscience. ISBN 0471205036.
- Branden C; Tooze J. Introduction to Protein Structure. New York, NY: Garland Publishing. ISBN 0-8153-2305-0.
- Irwin H. Segel. Enzyme Kinetics: Behavior and Analysis of Rapid Equilibrium and Steady-State Enzyme Systems (Book 44 изд.). Wiley Classics Library. ISBN 0471303097.
- William P. Jencks (1987). Catalysis in Chemistry and Enzymology. Dover Publications. ISBN 0486654605.

## Spoljašnje veze
- 3-dehydroquinate+synthase на 